# Книга Есфирь
Книга Есфи́рь (Эсфи́рь; ивр. אֶסְתֵּר‎ Эсте́р) — книга, входящая в состав еврейской Библии (Танаха) и Ветхого Завета. Восьмая книга раздела Ктувим еврейской Библии. В Книге Эсфирь рассказывается о подвиге женщины, спасшей своим самоотвержением и при поддержке двоюродного брата Мардохея еврейский народ от неминуемой гибели из-за происков Амана. Хотя книга написана как историческое повествование, её сюжет является вымыслом.

## Описание

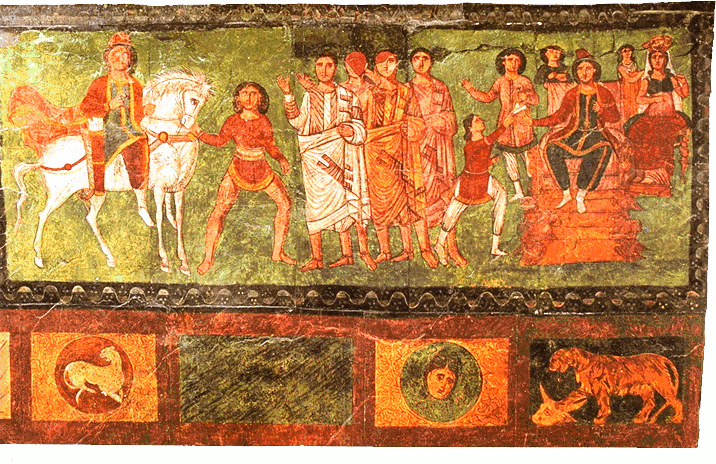
Фреска из синагоги в Дура-Европосе, изобр. сцены из Книги Есфирь, 244 год до н. э.

Автор книги не известен, а традиционно им считался вымышленный персонаж Мардохей (Мордехай) — двоюродный брат Эсфири. Книга написана на древнееврейском языке, но с примесью персидских и арамейских слов.
Книга Есфирь характерна тем, что в её еврейском тексте ни разу не встречается имя Бога, не упоминается Иерусалимский храм и мицва, а также нет молитв.
Принадлежность книги к библейскому канону обсуждалась христианами вплоть до V века.

## Историчность
Книга Есфирь является художественным вымыслом, а её оригинальные колоритные персонажи — плод творческого воображения автора.
На это указывают, в частности, очевидные ошибки в исторических описаниях и внутренние противоречия в книге. Очередной показатель художественности произведения — ярко выраженная симметрия тем и событий: например, простой Мардохей, которому изначально угрожала опасность, возвышается до почётного положения, тогда как высокопоставленный Аман теряет свою власть и жизнь на виселице, приготовленной им же самим. Также о нереальности описываемого свидетельствует обилие цитируемых диалогов и грубые преувеличения чисел (количества времени, денег и людей).
Многие исследователи, например Иоганн Землер, видели в Книге Есфирь не действительную историю, а своего рода притчу или псевдоисторическую повесть.

## Содержание
Главной героиней книги является Есфирь — родственница и воспитанница еврея Мардохея (Мордехая), жившего в Сузах (Шушан) и однажды спасшего жизнь царю Артаксерксу. Когда перед царём встала проблема выбора новой жены (вместо отвергнутой им Астини (Вашти)), его выбор пал на Есфирь.

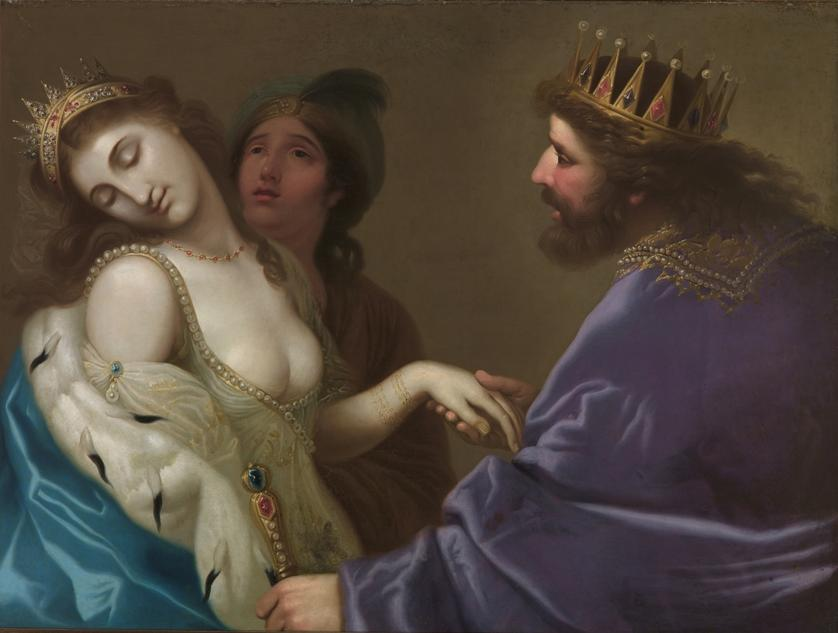
Франциск Смуглевич. Есфирь перед Артаксерксом, 1778

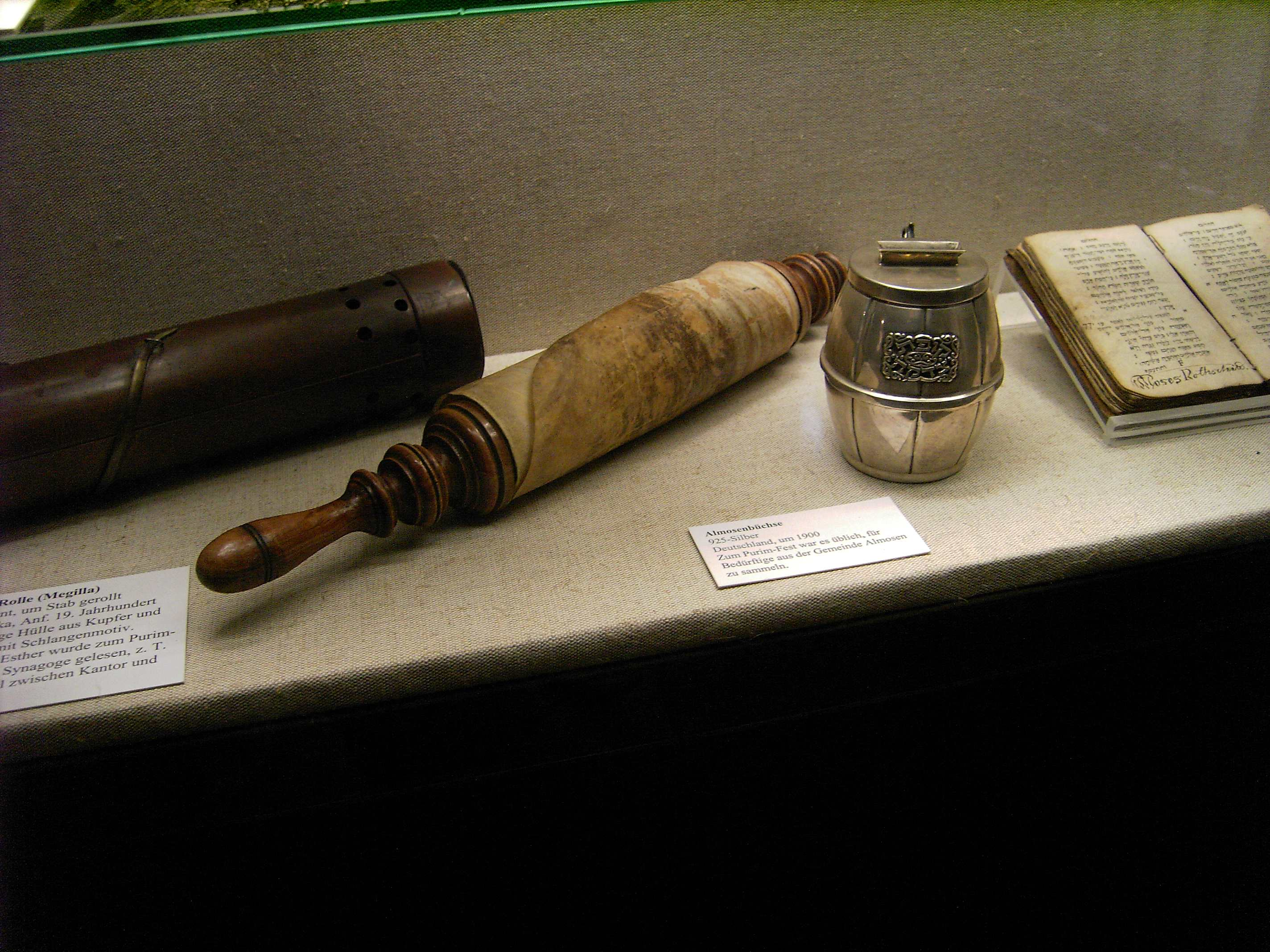
Свиток Книги Есфири

Один из придворных Артаксеркса, Аман-амаликитянин, был крайне раздражён тем, что Мардохей отказывался склоняться перед ним. Сплетя сеть интриг, Аман добился согласия царя на уничтожение всего еврейского народа.
Узнав об этом, Мардохей потребовал от Есфири, чтобы та заступилась перед царём за свой народ. Вопреки строгому придворному этикету, нарушение которого грозило ей потерей своего положения и самой жизни, девушка явилась к Артаксерксу без приглашения и убедила его посетить приготовленный ею пир, во время которого и обратилась с просьбой о защите евреев.
Узнав подоплёку интриг Амана, Артаксеркс приказал повесить его на той же виселице, которую он приготовил было для Мардохея, а в дополнение указа об истреблении евреев разослан был новый указ: о праве их противиться исполнению первого (царь объяснил это невозможностью отмены царского приказа). В силу этого указа евреи с оружием в руках восстали на защиту своей жизни и уничтожили множество врагов, а также десятерых сыновей Амана. В воспоминание об этом у евреев был установлен праздник Пурим.

## Происхождение
Согласно многим исследователям, при определении времени написания книги Есфирь необходимо различать первоначальный текст книги и его окончательную редакцию, вошедшую в канон. Время написания первоначального текста книги ученые относят от времени правления персидского царя Артаксеркса (первая половина V века до н. э.) до маккавейского периода (II век до н. э.). В пользу ранней даты приводят языковые аргументы: значительное количество персидских и арамейских слов и выражений и отсутствие греческих заимствований. Ряд западных библеистов отстаивает датировку, согласно которой книга была написана в начале персидской эпохи. Большинство учёных считают, что окончательную форму книга получила во II веке до н. э.
Многие исследователи считают, что автор книги принадлежал к еврейской диаспоре. На основании прекрасного знания автором географии Суз и обычая празднования праздника Пурим (9:18, 19) было сделано предположение, что автор жил в Сузах.
Книга Есфирь признавалась не всеми иудейскими общинами по крайней мере до конца I века н. э., а полемика о её каноничности продолжалась и в III веке. Значительной проблемой для сторонников ранней канонизации книги является тот факт, что Книга Есфирь — единственная из книг еврейской Библии, отсутствующая среди Кумранских рукописей, что может быть связано с тем, что книга слишком поздно стала известна в Палестине, если была написана в Персии.

## Дополнения к книге Есфири
В греческом переводе книги Есфири имеются шесть дополнительных фрагментов, отсутствующих в масоретском тексте Танаха, но входящих при этом в состав православного, католического и армянского Ветхого Завета. К данным фрагментам относятся:
- вступительный пролог, описывающий сон Мардохея (1:1);
- указ Амана против иудеев (3:13);
- молитва Мардохея и Есфири (4:17);
- речи Есфири и Мардохея (5:1, 2);
- указ Мардохея от имени Артаксеркса (8:12);
- толкование сна Мардохея (10:3).

## В театре
- Артаксерксово действо — пьеса, написанная И. Г. Грегори. Была поставлена 17 октября 1672 года в селе Преображенском.
- Пуримшпиль — в праздник Пурим евреями всего мира разыгрывается традиционное еврейское юмористическое представление или сценка. Международный фестиваль пуримшпилей проводится ежегодно в Витебске[8].

## Сноски и источники
1. ↑  В православных изданиях Библии помещается между книгами Юдифи и Иова.
2. 1 2  Библия // Еврейская энциклопедия Брокгауза и Ефрона. — СПб., 1908—1913.
3. 1 2 3 4  Кэрол Мейерс[англ.]. 16. Esther // The Oxford Bible Commentary :  [англ.] / Barton John ; Muddiman John. — Oxford University Press, 2007. — P. 325. — «Genre and Purpose». — ISBN 9780199277186.
4. 1 2 3  Есфирь // Энциклопедический словарь Брокгауза и Ефрона : в 86 т. (82 т. и 4 доп.). — СПб., 1890—1907.
5. 1 2   Эсфирь — статья из Электронной еврейской энциклопедии
6. 1 2 3  Лявданский А. К., Барский Е. В. Есфири книга // Православная энциклопедия. — М., 2008. — Т. XVIII : Египет древний — Эфес. — С. 718-736. — 39 000 экз. — ISBN 978-5-89572-032-5.
7. ↑  Введение в Ветхий Завет, Дополнения в книге Есфирь - профессор Павел Александрович Юнгеров - читать, скачать. azbyka.ru. Дата обращения: 4 марта 2025.
8. ↑  Главная - Международный фестиваль "Пуримшпиль в Витебске" (рус.). www.purimshpil.com. Дата обращения: 9 февраля 2021. Архивировано 18 января 2021 года.